# RTI Sport TV
RTI Sport TV est une chaîne de télévision du groupe RTI qui a été créée à l’instar de RTI Music TV. Elle se consacre exclusivement à l’exploitation et la diffusion d'événements sportifs. RTI Sport TV est souvent disponible les week-ends ou lors d'événements sportifs importants sur le canal 1 et le canal 2 en Côte d'Ivoire.

## Émissions
- FA Cup d'Angleterre
- Liga Espanola
- Ligue Orange ivoirienne
- Matchs des Éléphants de Côte d'Ivoire
- Magazines Sportifs
- Handball
- Basket-ball
- Cyclisme
- Volley-ball

la vie de ces journalistes